# Osvaldo
Osvaldo, właśc. Osvaldo Lourenço Filho (ur. 11 kwietnia 1987 w Fortalezie) – piłkarz brazylijski, występujący na pozycji napastnika.

## Kariera klubowa
Osvaldo piłkarską karierę rozpoczął w Fortalezie EC, której jest wychowankiem w 2006. W lidze brazylijskiej zadebiutował 4 listopada 2006 w przegranym 0-3 meczu z Goiás EC. Fortaleza zajęła na koniec sezonu osiemnaste miejsce i spadła do Série B. Z Fortalezą dwukrotnie zdobył mistrzostwo stanu Ceará – Campeonato Cearense w 2007 i 2008. W 2007 został wypożyczony do trzecioligowego Ríver Teresina. Z River zdobył mistrzostwo stanu Piauí – Campeonato Piauiense.
Na początku 2009 wyjechał do Zjednoczonych Emiratów Arabskich, gdzie został zawodnikiem Al-Ahli Dubaj. Już kilka miesięcy później świętował z Al-Ahli zdobycie mistrzostwo ZEA. Na początku sezonu 2009/10 został wypożyczony do portugalskiej Bragi. W Bradze zadebiutował 24 października 2009 w zremisowanym 1-1 wyjazdowym meczu ligi stanowej z Rio Ave FC. Pobyt nie był zbyt udany, dlatego w 2010 Osvaldo powrócił do Al-Ahli. W 2011 po raz kolejny został wypożyczony, tym razem do Ceary Fortaleza.
W nowych barwach zadebiutował 28 stycznia 2011 w wygranym 1-0 meczu ligi stanowej z Crato EC. Z Cearą zdobył trzecie w swojej karierze mistrzostwo stanu. Gorzej Cearze wiodło się w Série A, gdzie zajęła osiemnaste miejsce i spadła z niej. Osvaldo rozegrał w lidze 36 spotkań, w których strzelił 5 bramek. W styczniu 2012 został wykupiony z Al-Ahli przez São Paulo. W nowych barwach zadebiutował 10 lutego 2012 w zremisowanym 1-1 meczu w lidze stanowej z Comercialem. Pod koniec 2012 odniósł pierwszy sukces w barwach Sampy zdobywając Copa Sudamericana. Osvaldo wystąpił w obu meczach finałowych z Tigre Buenos Aires. W rewanżowym meczu w 28 min. ustalił wynik meczu.
| Sezon   | Klub            | Kraj                         | Rozgrywki                     | Mecze | Bramki |
| ------- | --------------- | ---------------------------- | ----------------------------- | ----- | ------ |
| 2006    | Fortaleza       | Brazylia                     | Campeonato Brasileiro Série A | 4     | 0      |
| 2007    | Ríver Teresina  | Brazylia                     | Campeonato Brasileiro Série C | ?     | ?      |
| 2007    | Fortaleza       | Brazylia                     | Campeonato Brasileiro Série B | 7     | 1      |
| 2008    | Fortaleza       | Brazylia                     | Campeonato Brasileiro Série B | 27    | 10     |
| 2008/09 | Al-Ahli Dubaj   | Zjednoczone Emiraty Arabskie | UAE Football League           | ?     | ?      |
| 2009/10 | SC Braga        | Portugalia                   | Primeira Liga                 | 4     | 0      |
| 2010/11 | Al-Ahli Dubaj   | Zjednoczone Emiraty Arabskie | UAE Football League           | ?     | ?      |
| 2011    | Ceará Fortaleza | Brazylia                     | Campeonato Brasileiro Série A | 36    | 5      |
| 2012    | São Paulo       | Brazylia                     | Campeonato Brasileiro Série A | 24    | 8      |
| 2013    | São Paulo       | Brazylia                     | Campeonato Brasileiro Série A | 26    | 0      |
| 2014    | São Paulo       | Brazylia                     | Campeonato Brasileiro Série A | 32    | 0      |
| 2014/15 | Al-Ahli Dżudda  | Arabia Saudyjska             | I liga                        | 10    | 1      |
| 2015    | Fluminense FC   | Brazylia                     | Campeonato Brasileiro Série A | 20    | 1      |
| 2016    | Fluminense FC   | Brazylia                     | Campeonato Brasileiro Série A | 11    | 0      |
| 2017    | Sport Recife    | Brazylia                     | Campeonato Brasileiro Série A | 28    | 3      |
| 2018    | Fortaleza       | Brazylia                     | Campeonato Brasileiro Série A | 9     | 1      |
| 2018    | Buriram United  | Tajlandia                    | Thai Premier League           | 9     | 1      |

## Kariera reprezentacyjna
Osvaldo w reprezentacji Brazylii zadebiutował 6 kwietnia 2013 w wygranym 4-0 towarzyskim meczu z reprezentacją Boliwią zastępując w 46 min. Neymara.